# Deh Deraz
Deh Deraz é uma cidade do Afeganistão, localizada na província de Balkh.